# Tricoceps cana
Tricoceps cana är en insektsart som beskrevs av Capener 1965. Tricoceps cana ingår i släktet Tricoceps och familjen hornstritar. Inga underarter finns listade i Catalogue of Life.